# Ettringen (Baviera)
Ettringen è un comune tedesco di 3 351 abitanti, situato nel land della Baviera.